# Dittelsheim-Heßloch
Dittelsheim-Heßloch es un municipio situado en el distrito de Alzey-Worms, en el estado federado de Renania Palatinado (Alemania). Su población estimada a finales de 2016 era de 2159 habitantes.
Se encuentra ubicado al este del estado, a poca distancia al norte de la ciudad de Worms, al sur de Maguncia —la capital del estado— y al oeste del río Rin, que lo separa del estado de Hesse.

## Hermanamientos
- Humboldt (Argentina), Provincia de Santa Fe, Argentina (Año 2019)[3]